# Cenogenus nagae
Cenogenus nagae är en ringmaskart som först beskrevs av José María Alfono Félix Gallardo 1968.  Cenogenus nagae ingår i släktet Cenogenus och familjen Lumbrineridae. Inga underarter finns listade i Catalogue of Life.